# L.A. (Neil Young)
L.A. is een lied van Neil Young dat aan het begin van 1973 deel uitmaakte van zijn drie maanden durende tournee. Een versie van het nummer belandde dat jaar op zijn livealbum Time fades away. Aanvankelijk ontvingen de tour en het album  matige kritieken. In de jaren erna begon er alsnog waardering te komen voor dit werk en in 2014 plaatste het muziekblad Rolling Stone het nummer L.A. op de lijst van 20 insanely great Neil Young songs only hardcore fans know.
Het is een protestlied tegen de milieuvervuiling op dat moment, zoals de smog  in L.A. (Los Angeles). Deze stad neemt hij in het refrein sarcastisch op de korrel met de slogan:  City in the smog, don't you wish that you could be here too? Over het verontreinigde zeewater zingt hij: bubbles in the sea and an ocean full of trees.
L.A. is een rustig rocknummer waarop Jack Nitzsche begeleidt op de piano en Ben Keith de steelgitaar en achtergrondzang voor zijn rekening neemt. Naast een distortion-gitaar is nog een melodie te horen van een sologitaar.
Tijdens een show in Inglewood, L.A. County op 14 oktober 2015 speelde Neil het nummer voor het eerst sinds de Time fades away tour in 1973 weer eens live.
The Black Crowes voerden het nummer op tijdens hun reünietournee in 2005/06 en de Californische band Jubilee plaatste een cover op hun cd-single Rebel hiss (2008). Lukas Nelson, een zoon van countryzanger Willie Nelson, coverde het op zijn album Lukas Nelson & Promise of the Real (2010).